# Завальный
Завальный — станция в Угранском районе Смоленской области России. Входит в состав Ключиковского сельского поселения. 
Население — 1 житель (2007 год). 
Расположена в юго-восточной части области в 26 км к югу от Угры, в 22 км восточнее автодороги Знаменка-Спас-Деменск, на берегу реки . Железнодорожная станция Завальный находится на линии Торжок-Брянск. 

## История
В годы Великой Отечественной войны деревня была оккупирована гитлеровскими войсками в октябре 1941 года, освобождена в марте 1943 года.